# Barcsik Géza
Barcsik Géza (Győr, 1963. szeptember 3. –) grafikusművész.

## Élete
Apai ágon erdélyi származású családban született; 1984 óta él Solymáron. Eredetileg a természettudományos pálya felé indult, érettségi után először még a pécsi tudományegyetemre adta be a jelentkezését, de közben felvették egy dekoratőr iskolába is, ezért a grafikusi hivatás irányában folytatta további tanulmányait. 1989-ben végezte el a Magyar Iparművészeti Főiskolát, majd diplomája megszerzése után a mesterképzést is elvégezte ugyanott, 1991-ben. 
Pályája kezdetén négy évig nemzetközi reklámcégeknél (Ogilvy & Mather, DDB Needham) dolgozott, mígnem 1996-ra önállósítani tudta magát. Azóta saját irodája, a Solymár Stúdió égisze alatt végez tervezőgrafikusi munkákat, elsősorban zenei kiadványokat (lemezborítókat, plakátokat), illetve reklámgrafikákat tervez. Művészi hitvallásában az egykori táltosok hitvilága és a magyar népi pásztorfaragások ornamentikája adja azt az alapot, melyre formavilága építkezik.

## Művei
Talán legismertebb művei az általa tervezett lemez-, könyvborítók és zenei plakátok közül kerülnek ki, tervezett ilyen kiadványokat többek között Cseh Tamás, Szörényi Levente, Grandpierre Attila, a Vágtázó Halottkémek együttes, Sebő Ferenc, Lajkó Félix, Fonyódi Tibor, Szőke István Atilla és mások számára. Nevéhez fűződik az István, a király 25 éves jubileumi előadásának DVD-borítóterve is. 2000-ben ő készíthette el a millenniumi kétezer forintos bankjegy tervét, 2002-ben pedig az Esztergomi Nyári Játékok teljes grafikai arculatát ő álmodta meg. Grafikusként közreműködött a 2002-es országgyűlési választások második fordulója előtti, igen intenzív kampány grafikai részeinek kidolgozásában, egyike volt annak a négy grafikusnak (Bokros Péter, Böjthe Balázs és Székely Kornél mellett), akiknek politikai plakátjaiból 2003-ban falinaptárat is kiadott az Inconnu Csoport.
Látványtervezőként működött közre a Magyar Állami Népi Együttes Naplegenda című, a Művészetek Palotájában tartott előadásában, szerkesztőként működött közre a pilisszántói Csillagösvényről szóló kiadvány megjelentetésében. Grafikai tevékenysége mellett fest és előszeretettel fotózik is, festőként ismert alkotásai közé tartozik az a sorozat, amelyben nagy méretű kavicsokra festette meg az erdélyi és az anyaországi magyar kulturális élet számos jeles alakját.